# Tilda Swinton
Katherine Matilda "Tilda" Swinton, född 5 november 1960 i London, är en brittisk skådespelare.

## Biografi
Under uppväxten gick Tilda Swinton i privatskola, där hon var klasskamrat med prinsessan Diana. Hon studerade statsvetenskap och tog examen vid Universitetet i Cambridge 1983. I London spelade hon under en period efter sin examen teater vid Royal Shakespeare Company.
I London mötte hon regissören Derek Jarman, som kom att regissera hennes filmdebut Caravaggio (1986).
Tilda Swinton har sedan dess synts i både avantgardefilm och kommersiella filmer. Hon har även ett uttalat intresse för mode och har figurerat som utställningsobjekt vid en performance betitlad The Maybe (1995). I filmen Orlando från 1992 spelar Swinton en karaktär som byter kön under berättelsens gång, en roll som kan ses som hennes genombrott.    
Tilda Swinton har tvillingar tillsammans med konstnären och författaren John Byrne.

## Priser och utmärkelser
Tilda Swinton belönades 2008 med en Oscar i kategorin Bästa kvinnliga biroll för sin roll i Michael Clayton.

## Filmografi (i urval)
- 1987 – Englands yttersta dagar
- 1992 – Orlando
- 1996 – Eves frestelser
- 2000 – The Beach
- 2001 – Vanilla Sky
- 2002 – Teknolust
- 2002 – Adaptation.
- 2003 – Young Adam
- 2005 – Constantine
- 2005 – Broken Flowers
- 2005 – Berättelsen om Narnia: Häxan och lejonet
- 2005 – Thumbsucker
- 2007 – Michael Clayton
- 2008 – Berättelsen om Narnia: Prins Caspian
- 2008 – Burn After Reading
- 2008 – Benjamin Buttons otroliga liv
- 2008 – Julia
- 2009 – The Limits of Control
- 2009 – Kärlek på italienska
- 2010 – Berättelsen om Narnia: Kung Caspian och skeppet Gryningen
- 2011 – Vi måste prata om Kevin
- 2012 – Moonrise Kingdom
- 2013 –  Only Lovers Left Alive
- 2013 – Snowpiercer
- 2013 – The Zero Theorem
- 2014 – The Grand Budapest Hotel
- 2015 – Trainwreck
- 2015 – A Bigger Splash
- 2016 – Hail, Caesar!
- 2016 – Doctor Strange
- 2017 – War Machine
- 2017 – Okja
- 2018 – Isle of Dogs (röst)
- 2018 – Suspiria
- 2018 – Women Make Film (TV-serie)
- 2019 – Avengers: Endgame
- 2019 – The Dead Don't Die
- 2019 – Uncut Gems
- 2021 – The French Dispatch
- 2021 – Memoria
- 2022 – Three Thousand Years of Longing
- 2022 – The Eternal Daughter
- 2022 – Guillermo del Toros Pinocchio (röst)
- 2023 – Asteroid City
- 2023 – The Killer
- 2024 – The End
- 2025 – The Ballad of a Small Player